# Hal Cole
Hal Cole (Tacoma, Washington, 20 november 1912 - Los Angeles, Californië, 12 november 1970) was een Amerikaans autocoureur. Hij schreef zich enkele malen in voor de Indianapolis 500, namelijk in 1946, 1948, 1949 en 1950, waarvan de laatste editie ook deel uitmaakte van het Formule 1-kampioenschap. Hij kwalificeerde zich de eerste drie keer voor de race, waarbij zijn beste resultaat een zesde plaats was in 1948, en in 1950 kwalificeerde hij zich niet.